# HC Astrakhanochka
El HC Astrakhanochka es un club de balonmano femenino de la ciudad rusa de Astracán. En la actualidad juega en la Liga de Rusia de balonmano femenino.

## Palmarés
- Liga de Rusia de balonmano femenino (1):
  - 2016

## Plantilla 2019-20
|  | Porteras - 1 Anastasia Riabtseva - 16 Valentina Degtiareva - 44 Kira Trusova Extremos izquierdos - 8 Daria Samokhina - 91 Kristina Tarasova Extremos derechos - 14 Ekaterina Levsha - 55 Viktoriia Shichkina - 77 Anna Kainarova Pivotes - 10 Irina Baranovskaya - 19 Svetlana Kremneva - 37 Sofiia Ignatovich - 86 Maria Gafonova | Laterales izquierdos - 6 Anna Kochetova - 11 Karina Sabirova - 73 Karyna Yezhykava Centrales - 9 Deborah Nunes - 23 Daria Bogdanova - 34 Elizaveta Malashenko - 87 Irina Snopova Laterales derechos - 7 Karina Sisenova - 13 Anna Shaposhnikova - 17 Ekaterina Zelenkova |